# ناثانيال باركر ويليس
ناثانيال باركر ويليس (بالإنجليزية: Nathaniel Parker Willis)‏ كاتب ومحرر وشاعر أمريكي ولد في 20 يناير,1806 في ولاية مين الأمريكية لأب مالك لصحيفة وتوفي في 20 يناير,1867.

## روابط خارجية
- ناثانيال باركر ويليس على موقع إن إن دي بي (الإنجليزية)